# Urnäsch
Urnäsch ist die flächenmässig grösste politische Gemeinde des Schweizer Kantons Appenzell Ausserrhoden.

## Geographie
Urnäsch liegt südlich von Waldstatt am Fluss gleichen Namens und an der Bahnlinie Gossau SG–Wasserauen, die unter anderem Herisau mit Appenzell verbindet. In Urnäsch beginnt die Passstrasse über die Schwägalp nach Neu St. Johann. Der tiefste Punkt ist Murbach mit 722 m ü. M., der höchste Petersalp mit 1590 m ü. M. Der bekannteste Berg auf dem Gemeindegebiet ist die Hochalp. Zur Gemeinde gehören zahlreiche Weiler und Höfe, die noch bis ins 20. Jahrhundert hinein in 12 Bezirke eingeteilt waren.
Nachbargemeinden sind Waldstatt, Hundwil, Nesslau, Neckertal, Schönengrund und Schwellbrunn.
Urnäsch hat eine Gesamtfläche von 4813 Hektaren. Davon sind 176 Hektaren bewohnte, 2554 Hektaren landwirtschaftliche und 2012 Hektaren bestockte Flächen, also Wälder und Gehölze. Die restlichen 71 Hektaren gelten als unproduktive Flächen.

## Geschichte

Ansicht von Urnäsch, im Vordergrund Bahngeleise, im Hintergrund Dorfkern mit Kirche, 1910

Historisches Luftbild aus 200 m von Walter Mittelholzer von 1922

Im Jahr 831 wurde erstmals der in Urnäsch gelegene Weiler Färchen als Farrichun erwähnt. Der Fluss Urnäsch erscheint erstmals mit der Bezeichnung Urnasca Anfang des 10. Jahrhunderts. Unter der äbtischen Herrschaft des Klosters St. Gallen bildete Urnäsch zuerst mit Herisau einen Verwaltungsbezirk. Im 14. Jahrhundert war es eine Rhode des Amts Hundwil und gehörte mit diesem innerhalb des Reichsverbands zur Vogtei St. Gallen. «Urnäschen» wies schon 1344 ein kommunales Eigenleben auf. Es festigte sich noch weiter, indem die Gemeinde als «Lendlyn» 1377 dem Schwäbischen Städtebund beitrat. Im Jahr 1401 schloss sich die Gemeinde dem Bund mit der Stadt St. Gallen an. Das geschah noch unter dem Siegel Hundwils. Es war eine treibende Kraft in den Appenzellerkriegen von 1401 bis 1429. Vorerst war Urnäsch nach Herisau kirchgenössig, nach dem Bau der Antoniuskirche 1414 erlangten die Urnäscher 1417 die endgültige kirchliche und politische Selbstständigkeit. Innerhalb der Streusiedlung entwickelte sich um die Kirche ein Dorfkern. Im Jahr 1480 trennten Urnäsch und Hundwil die gemeinsamen Alpen und regelten den Grenzverlauf. 1525 schloss sich der Ort der Reformation an. Von 1532 bis 1543 war der Hundwiler Pfarrer Walter Klarer evangelischer Pfarrer im Dorf.
Seit der Landteilung 1597 gehörte Urnäsch als erste der sechs äusseren Rhoden zum Land Appenzell Ausserrhoden und war regelmässig Tagungsort des Kleinen Rats. Die Gemeindeteile Tal und Dorf dehnten sich ab dem 18. Jahrhundert entlang der Route Waldstatt–Schwägalp aus und wuchsen allmählich zusammen.
Am 19. Dezember 1641 kam es in Urnäsch zu einem Grossbrand. Er brach zwischen zwei und drei Uhr nachts aus und zerstörte in kurzer Zeit die ganze Kirche, das Pfarr- und Rathaus sowie 12 Wohnhäuser. Die Kirche wurde danach wieder aufgebaut und in den Jahren 1866 bis 1868 renoviert. Vierzig Jahre nach dem Brand wurde in Urnäsch die erste Feuerspritze angeschafft. Hundert Jahre soll diese funktioniert haben, bis dann im Jahr 1797 ein neuer Brand ausbrach. Erst da merkte man, dass an der Spritze ein Teil kaputt und sie nicht funktionstauglich war. Der Brand war diesmal jedoch nicht so verheerend, und zu Schaden kamen nur drei Häuser.
Die grösste Gemeinde Ausserrhodens umfasste bis ins frühe 18. Jahrhundert auch Schönengrund, das sich nach dem eigenen Kirchenbau von 1720 bis 1722 abtrennte.
Ab der zweiten Hälfte des 19. Jahrhunderts begann zusehends die Trennung zwischen Kirche und Staat. Durch die Bundesverfassung von 1874 und durch die Kantonsverfassung von 1876 wurde es beispielsweise für widerrechtlich erklärt, dass Kleriker bei gewissen Gremien wie dem Ehegäumer (Sittengericht) wirken durften. Als die Bundesverfassung von 1908 in den Kantonen umgesetzt wurde, wurde die Kirche schliesslich vom Staatswesen getrennt. In Urnäsch jedoch wurde erst im Jahr 2000 der Begriff der Kirchhöri aus der Gemeindeverfassung gestrichen.
Ab 1850 nahm die Bedeutung des Fremdenverkehrs zu. 1853 wurde in der Gemeinde die erste Brücke, die Mühlstattbrücke, gebaut, und seit 1875 verfügt Urnäsch über eine Station an der Bahnlinie Herisau–Appenzell. Im 20. Jahrhundert war vor allem die verkehrstechnische Erschliessung der Gemeinde wichtig. Touristisch profitiert das Dorf von seiner Lage als Ausgangsort für Ausflüge zur Schwägalp und zum Säntis. 1935 wurde die Säntis-Schwebebahn gebaut, 1944 der Skilift Osteregg und eine Sprungschanze. Die Eröffnung des Reka-Feriendorfs 2008 bedeutete einen weiteren Meilenstein der touristischen Entwicklung. Ausserdem gewann Urnäsch damit den zweiten Platz beim Europäischen Dorferneuerungspreis der Europäischen ARGE Landentwicklung und Dorferneuerung. Die Jury lobte das Feriendorf, «das schlichtweg als Referenzprojekt für nachhaltige, qualitätvolle Architektur und Bautechnik im ländlichen Raum anzusehen ist». Die Leserschaft der Zeitschrift Schweizer Illustrierte wählte Urnäsch zum «Schweizer Dorf 2022».

### Bevölkerung
| Bevölkerungsentwicklung | Bevölkerungsentwicklung | Bevölkerungsentwicklung | Bevölkerungsentwicklung | Bevölkerungsentwicklung | Bevölkerungsentwicklung | Bevölkerungsentwicklung | Bevölkerungsentwicklung | Bevölkerungsentwicklung | Bevölkerungsentwicklung | Bevölkerungsentwicklung | Bevölkerungsentwicklung | Bevölkerungsentwicklung | Bevölkerungsentwicklung | Bevölkerungsentwicklung | Bevölkerungsentwicklung | Bevölkerungsentwicklung | Bevölkerungsentwicklung |
| ----------------------- | ----------------------- | ----------------------- | ----------------------- | ----------------------- | ----------------------- | ----------------------- | ----------------------- | ----------------------- | ----------------------- | ----------------------- | ----------------------- | ----------------------- | ----------------------- | ----------------------- | ----------------------- | ----------------------- | ----------------------- |
| Jahr                    | 1667                    | 1794                    | 1818                    | 1850                    | 1870                    | 1880                    | 1888                    | 1900                    | 1920                    | 1941                    | 1960                    | 1980                    | 1990                    | 2000                    | 2010                    | 2020                    | 2022                    |
| Einwohner               | 1772                    | 2798                    | 1917                    | 2464                    | 2564                    | 2915                    | 3123                    | 3087                    | 3202                    | 2481                    | 2330                    | 2258                    | 2431                    | 2321                    | 2230                    | 2272                    | 2290                    |

Urnäschs Bewohnerzahl schwankte durch die Jahrhunderte vor allem aus klimatischen und wirtschaftlichen Gründen; die Tendenz ist seit der Jahrtausendwende leicht abnehmend.
Am 31. Dezember 2022 waren 56,4 % der Bevölkerung evangelisch-reformiert und 19,5 % römisch-katholisch. 24,1 % hatte eine andere oder keine Konfessionszugehörigkeit.

## Politik
Peter Kürsteiner ist der aktuelle Gemeindepräsident der Gemeinde Urnäsch (Stand August 2023). Urnäsch verfügt über einen neunköpfigen Gemeinderat, der unter der Leitung des Gemeindepräsidenten steht. Der Rat wird für eine vierjährige Amtszeit von den Stimmbürgerinnen und Stimmbürgern im Majorzverfahren bestimmt. Der Gemeinderat ist ein politisches Organ der Exekutive und kümmert sich im Rahmen seiner Kompetenzen um die laufenden Geschäfte der Gemeinde. Es gibt auf Gemeindeebene keine begrenzte Anzahl Amtszeiten. Die aktuelle Zusammensetzung des Gemeinderats ist auf der Webseite der Gemeinde abrufbar.
Aufgrund der Einwohnerzahl hat Urnäsch im Kantonsrat in Herisau, der Legislative des Kantons, drei Sitze. Die Personen werden im Majorzverfahren von den Stimmbürgerinnen und Stimmbürgern für eine Amtszeit von vier Jahren gewählt. Die Kantonsrätinnen und Kantonsräte vertreten die Interessen der Gemeinde auf kantonaler Ebene. Die aktuellen Vertretungen aller Gemeinden sind auf der Webseite des Kantonsrats verzeichnet.

### Wappen

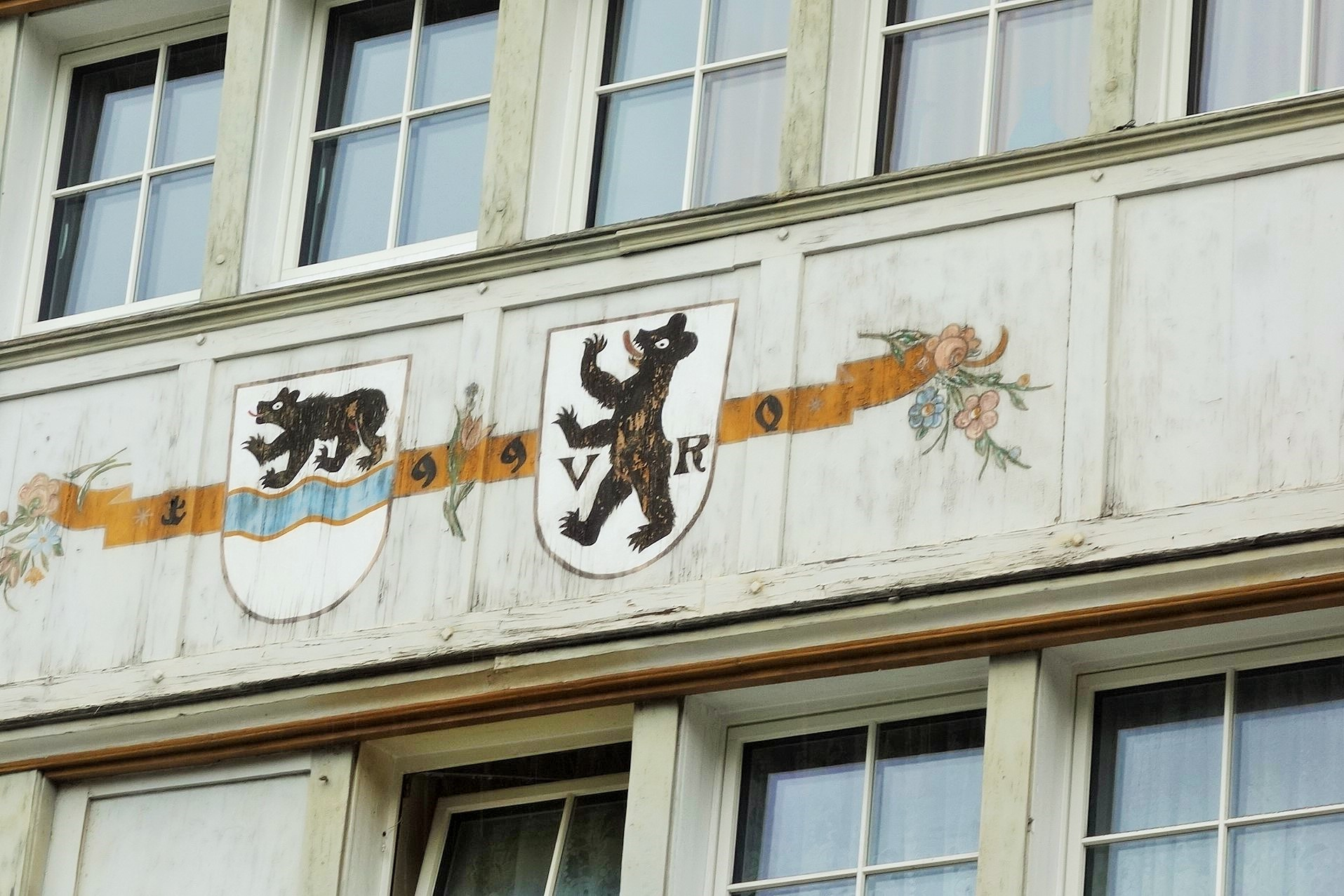
Das Wappen mit dem Bären auf allen Vieren am Gasthaus Harmonie

Das Wappen von Urnäsch zeigt einen aufrechten Bären vor einem Fluss. Es gibt allerdings noch eine andere Version mit einem Bären auf allen Vieren über einem Fluss. Dieser Vorschlag von Jakob Signer von 1916 berücksichtigt den heraldischen Grundsatz, dass nicht Farbe auf Farbe liegen dürfe. Diese Version hat sich zwar nicht durchgesetzt, kann aber so im Kantonsratssaal in Herisau oder an der Fassade des ehemaligen Restaurants Harmonie noch beobachtet werden. Der Bär ist in mehreren Gemeindewappen des Kantons Appenzell Ausserrhoden vertreten. Für Urnäsch hat das Wappentier noch eine besondere Bewandtnis: In Urnäsch unweit der Kirche wurde 1673 der allerletzte Bär im Appenzellerland erlegt.

## Wirtschaft und Infrastruktur

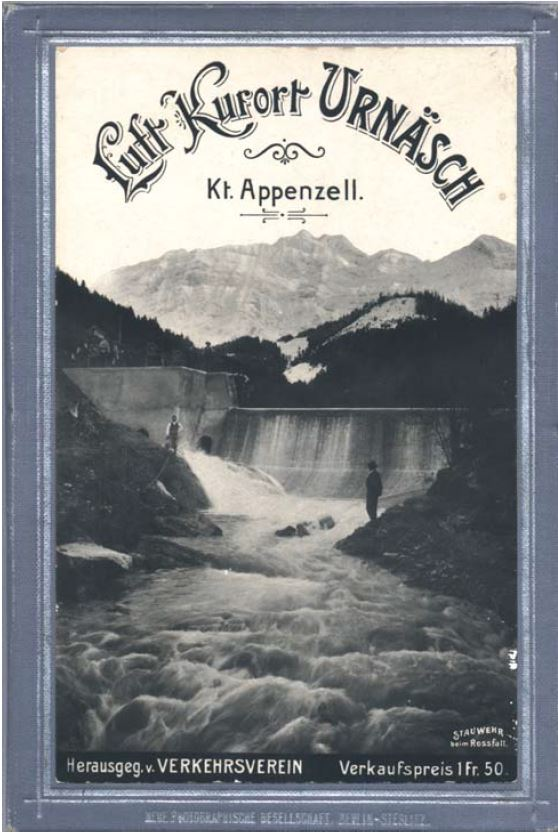
Tourismuswerbung 1904: Stauwehr Rossfall mit Säntis

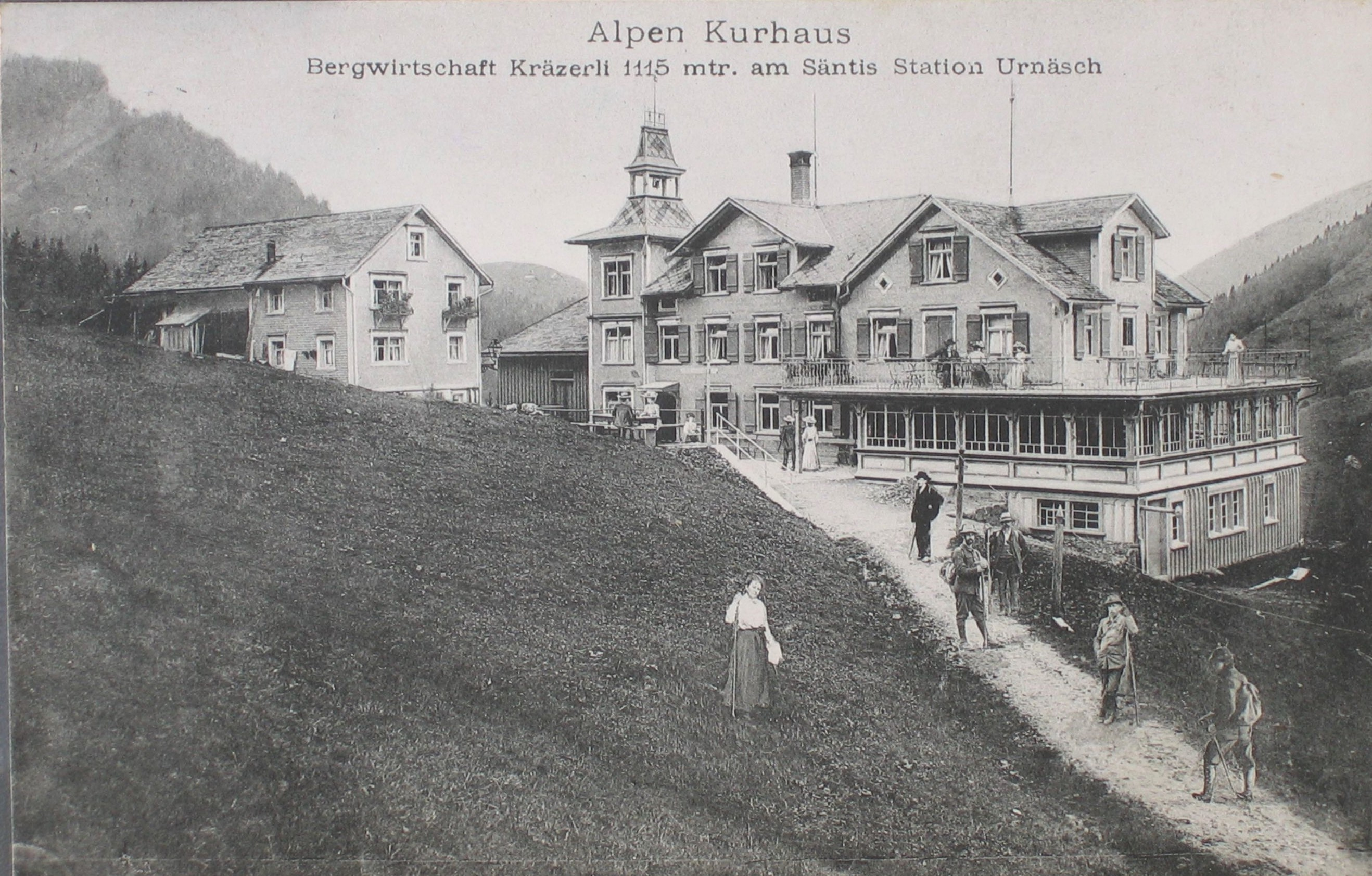
Postkarte der Bergwirtschaft Chräzerli

Wirtschaftlich spielen in Urnäsch Alpwirtschaft mit Vieh sowie Forstwirtschaft seit je eine herausragende Rolle. Bis um 1900 war Holz- und Holzkohlenexport bedeutend. Trotz Schutzbestimmungen für die Gemeindewälder – erstmals 1533 erlassen – nahm die Abholzung ab 1820 zuerst für die Köhlerei und später auch für die Papierindustrie massiv zu. 1826 wurden neun Sägemühlen gezählt. Die Kantonsregierung erklärte 1901 die verbliebenen Waldungen zu Schutzwäldern.
Im 17. Jahrhundert bestand eine Pulvermühle, 1801 bis 1867 eine Ziegelei und bis ins frühe 19. Jahrhundert eine Salpetersiederei.
Die Herstellung von Leinwandtuch ist bereits 1515 bezeugt, der Flachsanbau 1604. Die Weberei beschäftigte im Jahr 1826 672 Weber, und die Stickerei prägte im 19. Jahrhundert die Gemeinde. In diesem Zeitraum entstanden mehrere Fabriken. Wie für die gesamte Ostschweiz war die Textilindustrie für Urnäsch von grosser wirtschaftlicher Bedeutung.
Die Krise der Zwischenkriegszeit traf die Heimindustrie, während sich die Textilfabriken dank erfolgreicher Diversifikation halten konnten. Unter den erfolgreichen Fabriken waren unter anderen die Gebrüder Müller AG und die Gebrüder Biasotto AG. Die Textilindustrie blieb auch nach 1945 wichtigster Erwerbszweig: Die Teppichfabrik Tisca Tiara nahm 1965 den Betrieb auf, eine Spinnerei (TAP AG) 1978. Die Textilindustrie erfuhr erst in den 1980er Jahren einen teilweisen Einbruch. Einige Unternehmen wie Strickwaren Müller und Damenunterwäsche Rohner überlebten die Krise nicht, wodurch viele Arbeitsplätze verloren gingen. Seit jener Zeit konnte Urnäsch keine Ersatzindustrie erschliessen. Jedoch gilt der Tourismus heute als grosse Chance: Die unverbaute Landschaft sowie die Nähe zum Alpstein sind ideal für einen sanften Tourismus. Zwar gab es zeitweilig auch in Urnäsch einen gewissen Kurtourismus, doch das Dorf erlangte nie grosse Bedeutung in dieser Branche. Es wurde stets von Heiden und anderen Ausserrhoder Gemeinden übertrumpft. Das Kurhaus Chräzerli, das am alten Weg ins Toggenburg steht, erlebte seine Glanzzeit in den 1930er-Jahren, von 1965 bis 1988 war es noch ein Knabeninstitut mit Privatschule, danach ein Berggasthaus. Heute gehört die Liegenschaft einem Verein, der nach einer passenden Nutzung sucht.
Auch in den Bereichen Kosmetik und Parfum konnte und kann Urnäsch hochwertige Produkte herstellen. Die Intracosmed, wie sie seit 1998 hiess, stellte hochwertige Gesichts-, Körper- und Haarpflegeprodukte her. Zu Spitzenzeiten vertrauten rund 30 Marken ihre Produkte zur Entwicklung dem Unternehmen in Urnäsch an. Das Unternehmen stellte auch exklusive Damen- und Herrenparfüms her und lieferte diese in die ganze Welt. 2019 ging die Firma jedoch Konkurs. Ihren Platz hat die Swifiss AG eingenommen, die ebenfalls hochwertige Pflegeprodukte herstellt.
Das Elektrizitätswerk Urnäsch (EWU AG) liefert seit 1903 mit dem Stauwehr, einem Speicherweiher und dem Werk «Rossfall» Strom für die Gemeinde Urnäsch. Der aktuelle Verbrauch (2024) wird zu etwa 40 Prozent von den fünf auf Gemeindeboden liegenden Kleinkraftwerken als erneuerbare Energie produziert.
2007 gründeten 37 Bauernfamilien die Urnäscher Milchspezialitäten AG. Ziel war die Vermarktung der eigenen Milch. Auf dem ehemaligen Platz des Hotels «Hecht» begannen 2008 die Bauarbeiten. 2009 wurde die Käserei als erstes regionales Entwicklungsprojekt in der Schweiz eröffnet. 2010 wurde der Urnäscher Bergkäse in das Sortiment des Grossverteilers Migros aufgenommen. Mit ihren verschiedenen Käsespezialitäten hat die AG schon einige Preise gewonnen. Durch die spezielle Mikrofiltration, die die Käserei benutzt, können fast 100 Prozent der Keime aus der Rohmilch gefiltert werden.
Heute sind in Urnäsch 73 Gewerbe eingetragen. Darunter sind 17 verschiedene Restaurants und Gasthäuser – 2011 waren es sogar noch 22. Dies entsprach einem Restaurant pro 103 Einwohner.

### Medien
Die «Urnäscher Nochrichte» sind das Mitteilungsblatt der Gemeinde. Sie erscheinen sechsmal im Jahr und werden in alle Haushaltungen gratis verteilt. Sie werden von einer Redaktionskommission betreut und von der Appenzeller Druckerei in Herisau produziert.

### Bildung
Eine erste Lohnschule in Urnäsch kann zu Beginn des 17. Jahrhunderts nachgewiesen werden. In einer Lohnschule wurde der Lehrer durch einen wöchentlichen Betrag der Eltern der Schüler entlöhnt. Damals war es üblich, dass der Pfarrer auch die Schule betrieb, um sein Gehalt aufzubessern. Ansonsten ist nur sehr wenig über die Schulkultur des 17. Jahrhunderts in der Gemeinde bekannt. Im Jahr 1796 konnte dank einem bedeutenden Vermächtnis eine erste Freischule eingerichtet werden. Freischulen wurden durch die Gemeinde finanziert, wodurch keine Kosten für die Eltern entstanden. Ab diesem Moment konnten auch ärmere Familien ihre Kinder zur Schule schicken. Zu diesem Zeitpunkt wurde an vier verschiedenen Orten im Dorf unterrichtet. Ein erstes dorfeigenes Schulhaus wurde 1834 eröffnet – dies in einem Haus in der Schönau, das schon 40 Jahre lang als Schulhaus gedient hatte. Ab Mitte des 19. Jahrhunderts wurden die hygienischen Verhältnisse immer schlechter, sodass noch weitere drei Häuser zu Schulen umfunktioniert werden mussten. Zu Beginn des 20. Jahrhunderts wurden aufgrund der wachsenden Schülerzahlen Neubauten beschlossen, die seither einigen Renovationen unterzogen worden sind. Das neueste Schulhaus wurde 2005 eingeweiht und steht im Haltentobel.
Heute sind in Urnäsch alle Schulstufen bis zum neunten Schuljahr abgedeckt. Vier Kindergärten sind auf vier verschiedene Häuser aufgeteilt. Die Primarschule ist je nach Zyklus in verschiedenen Gebäuden untergebracht, wobei zwei davon sogenannte Aussenschulen sind. Nach Bedarf werden die Kinder von heilpädagogischen Fachkräften unterstützt. Die Oberstufe ist in der Schulanlage Au untergebracht. Im Schulhaus Mettlen gibt es eine Tagesbetreuung für Schülerinnen und Schüler, die Schul- und Gemeindebibliothek befindet sich in der Schulanlage Au.
Die einzige Kantonsschule von Appenzell Ausserrhoden befindet sich in Trogen. Aufgrund des langen Schulwegs nach Trogen haben Urnäsch und das Gymnasium Appenzell eine Vereinbarung abgeschlossen. Diese besagt, dass die Schüler das näher gelegene Gymnasium im Innerrhoder Hauptort besuchen dürfen. Für Jugendliche, die eine Lehre absolvieren, steht das Berufsbildungszentrum in Herisau zur Verfügung.

### Öffentliche Einrichtungen

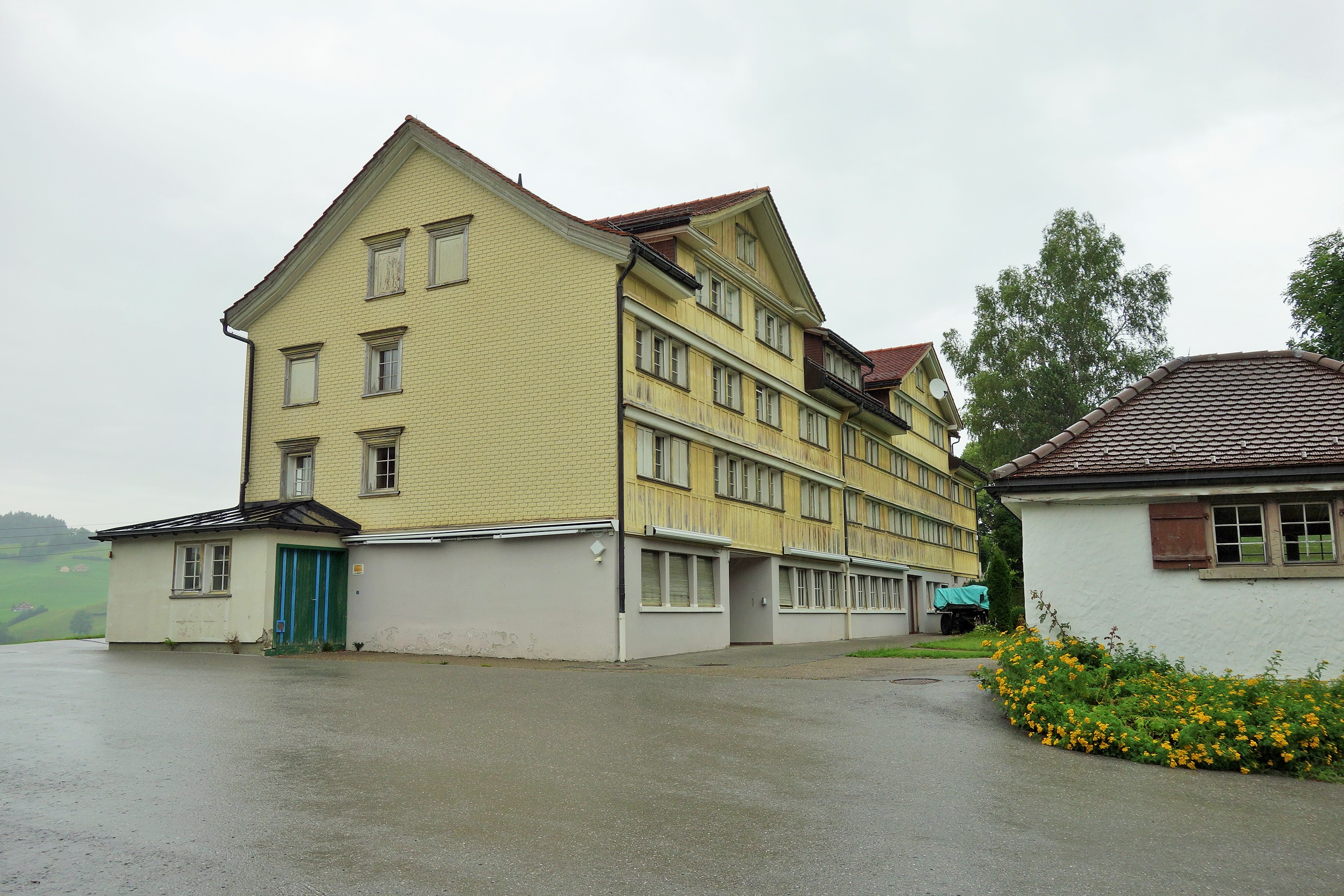
Das ehemalige Armenhaus Chräg

Das Wohn- und Pflegezentrum Au «WPZ» wurde im Jahr 2014 an der Unterdorfstrasse 40 in Urnäsch eröffnet. Es bietet Platz für 32 Heimbewohner sowie 40 Arbeitsplätze. Somit ist es einer der grössten Arbeitgeber der Gemeinde. Entstanden ist das Wohn- und Pflegezentrum Au nach der Schliessung des Alters- und Pflegeheims Chräg im Jahr 2014. Das Chräg war 1828 als Armenhaus erbaut worden. Die Bewohnerinnen und Bewohner arbeiteten in der Landwirtschaft, in der Weberei und Spulerei. Mit dem Ausbau der Sozialversicherungen gab es ab den 1950er-Jahren immer weniger Arme und es zogen vermehrt ältere Menschen in das Haus ein. Ab 1954 war das Chräg dann ein Altersheim. 1980 wurde es umfassend renoviert und auch auf pflegebedürftige Menschen ausgerichtet. Nach dem Umzug ins Wohn- und Pflegezentrum Au hat die Gemeinde Urnäsch das Chräg verkauft, die künftige Nutzung ist noch offen (Stand: 2024).

### Soziale Institutionen
Die Stiftung Heim Columban wurde im Jahr 1973 gegründet. Der Trägerverein entstand bereits neun Jahre davor. Sie geht auf den Heilpädagogen Max Fuchsmann zurück, der 1961 die ersten zwei Kinder mit geistiger Beeinträchtigung im ehemaligen Waisenhaus aufnahm. Heute bietet die Stiftung Columban einen Wohn- und Arbeitsplatz für Menschen mit Behinderung und wird nach anthroposophischen Grundsätzen geleitet. Sie ist zudem grösster Arbeitgeber der Gemeinde Urnäsch.
Das Schulinternat Rosenhügel betreut Kinder zwischen fünf und achtzehn Jahren, die eine geistige Behinderung haben. Die Institution hat insgesamt 18 Plätze. Das Internat liegt am Südhang von Urnäsch. Die Institution verfügt über einen eigenen heilpädagogischen Reitbetrieb. Die Trägerschaft liegt bei der Stiftung Zürcher Kinder- und Jugendheime. In der internen Schule werden die Kinder in drei altersdurchmischte Klassen aufgeteilt. Die Schulzeit endet mit dem 18. Lebensjahr. Bis dahin werden die Kinder und Jugendlichen in einer geschützten Werkstätte auf eine Berufsausbildung vorbereitet. Das Haus auf dem Rosenhügel wurde 1874 als «Bad- und Kuranstalt Sonnenhügel» erbaut. 1889 kaufte die Zürcher Sektion des schweizerischen Frauenverbands «Fraternité» das Haus und richtete darin eine Erholungsstation für Frauen ein. 1907 verschenkte der Frauenverein die Liegenschaft an die Ferienkoloniestiftung der Stadt Zürich. Sie ermöglichte kränklichen Kindern einen Aufenthalt in der Bergluft. Ab 1930 übernahm die Stadt Zürich den Rosenhügel und führte ihn zunächst als Erholungsheim weiter, richtete dann aber ab 1964 darin ein Heim für geistig behinderte Kinder ein. Damit war die bis heute bestehende Ausrichtung gesetzt, das Haus wurde seither mehrfach modernisiert und erweitert.

### Verkehr

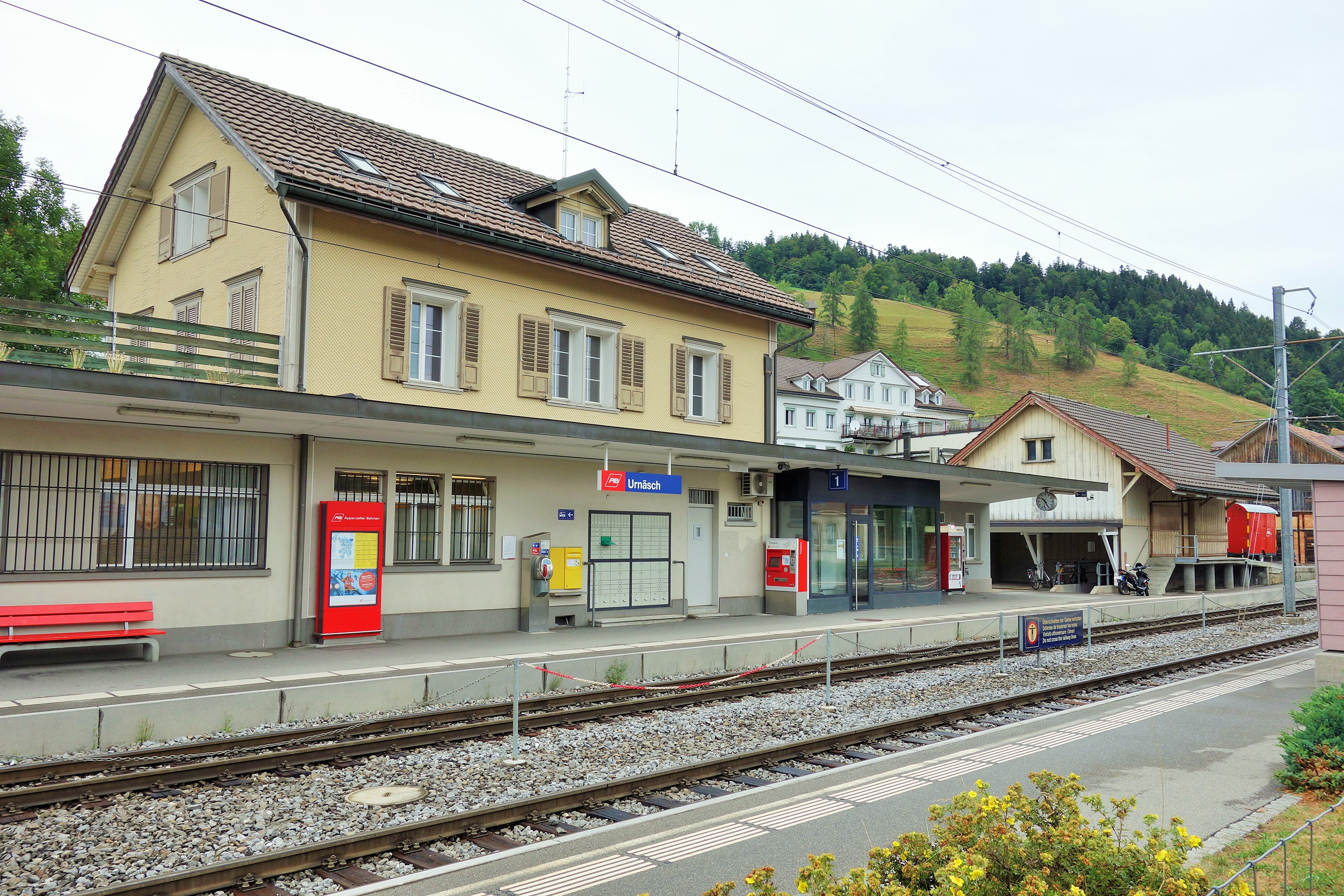
Bahnhof Urnäsch (2018)

Vor dem 19. Jahrhundert war Urnäsch verkehrstechnisch schlecht erschlossen. Es bestanden Wege nach Waldstatt, nach Hundwil und taleinwärts an den Rossfall, der Saumweg nach Gonten und Appenzell war nur im Winter mit Schlitten befahrbar. Mit dem Bau der Mittellandstrasse durch den Kanton von Urnäsch nach Rheineck 1851 wurde die Gemeinde an ein gutes Strassennetz angeschlossen. Der Ausbau der Passstrasse über die Schwägalp nach Neu St. Johann erfolgte erst 1935 mit dem Bau der Luftseilbahn auf den Säntis.
Ab Mitte des 19. Jahrhunderts bestand der Wunsch nach einer Anbindung des Appenzellerlands an die Eisenbahn. Das Projekt der Schweizerischen Gesellschaft für Localbahnen sah ursprünglich eine Bahn von Winkeln nach Herisau vor, diese wurde dann aber nach Waldstatt und Urnäsch verlängert. Die Bauarbeiten begannen 1874, die Strecke bis Urnäsch wurde 1875 eröffnet. Für die Weiterführung nach Appenzell wurden zwei Projekte einerseits über Hundwil–Stein–Haslen und andererseits über Gonten geprüft. Schwierigkeiten bereitete jedoch vor allem die Finanzierung. 1885 beschloss die Generalversammlung die neue Firmenbezeichnung Appenzeller Bahn, und der neue Verwaltungsrat trieb die Ausführung der Strecke über Jakobsbad und Gonten nach Appenzell voran. 1886 konnte der Betrieb aufgenommen werden. Zunächst fuhr man mit Dampfzügen, in den 1930er-Jahren wurde die Strecke elektrifiziert. 1988 ging die Bahn in der Fusion der Appenzeller Bahnen auf.
Von Urnäsch aus führt eine Postauto-Linie auf die Schwägalp und weiter nach Nesslau.

## Kultur und Freizeit

### Museum und Kunst

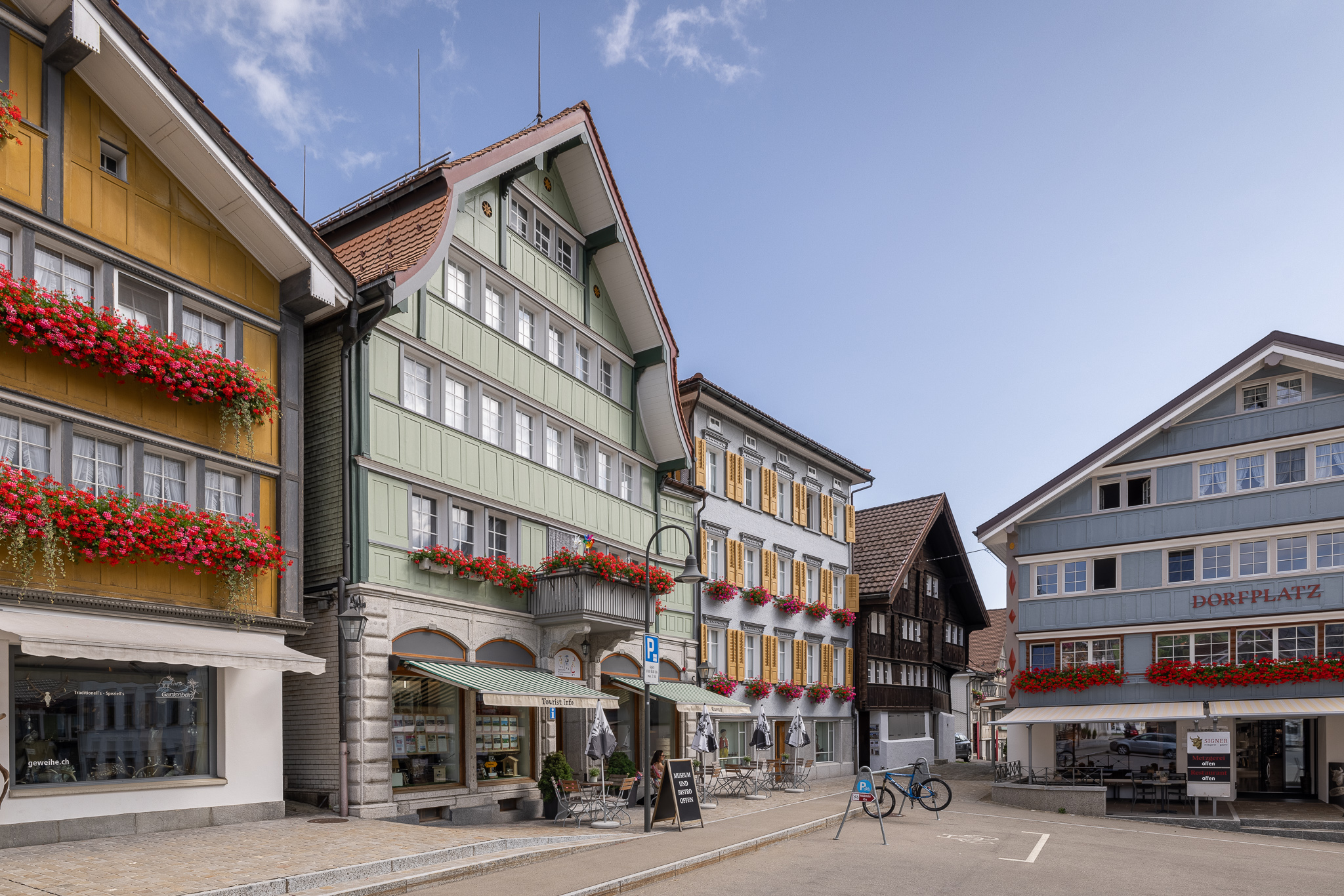
Das Appenzeller Brauchtumsmuseum am Dorfplatz von Urnäsch

Im Dorfkern von Urnäsch befindet sich das Appenzeller Brauchtumsmuseum, das 1976 eröffnet wurde. Es zeigt einen repräsentativen Querschnitt über das Brauchtum, die Kultur und die Volkskunst des Appenzellerlandes. Themen wie das Silvesterchlausen, die Alpabfahrt und das Bloch stehen in der Dauerausstellung im Fokus. Ein Rundgang im Museum verschafft einen Einblick in bäuerliche Wohnräume, in die Welt der Trachten und in die Volkskunst. Zusätzlich zur Dauerausstellung gibt es verschiedene Sonderausstellungen. Das Kronjuwel des Museums ist die originale «Urnäscher Rhodsfahne». Die Darstellung des Bären soll die älteste noch vorhandene Darstellung des Appenzeller Bären sein. Sie stammt aus dem Jahre 1350. Nebst dem Bären ist ein Mann mit Heiligenschein auf der Fahne abgebildet. Dieser wird als Apostel Philippus identifiziert, der Urnäscher Kirchenpatron gewesen war.
Ruedi Alder (1946–2006) war ein Urnäscher Maler, der in seinen Bildern die Landschaft und das Brauchtum in Urnäsch festgehalten hat. Er begann mit Auftragsarbeiten für lokale Produkte und konnte ab 1991 das Malen zu seinem Hauptberuf machen. Seine Werke sind von der klassischen Bauernmalerei inspiriert.

### Bauwerke

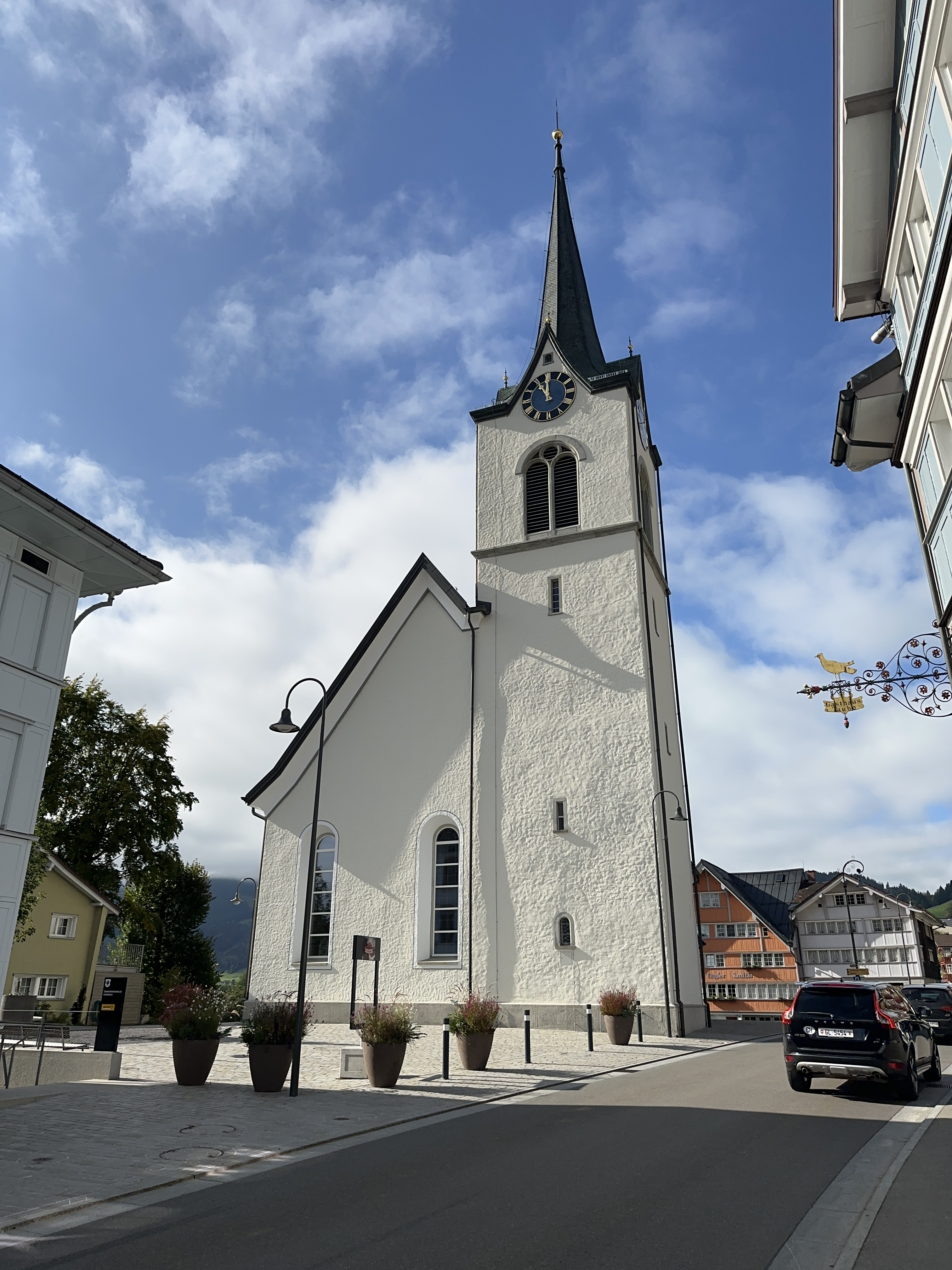
Reformierte Kirche Urnäsch

### Brauchtum

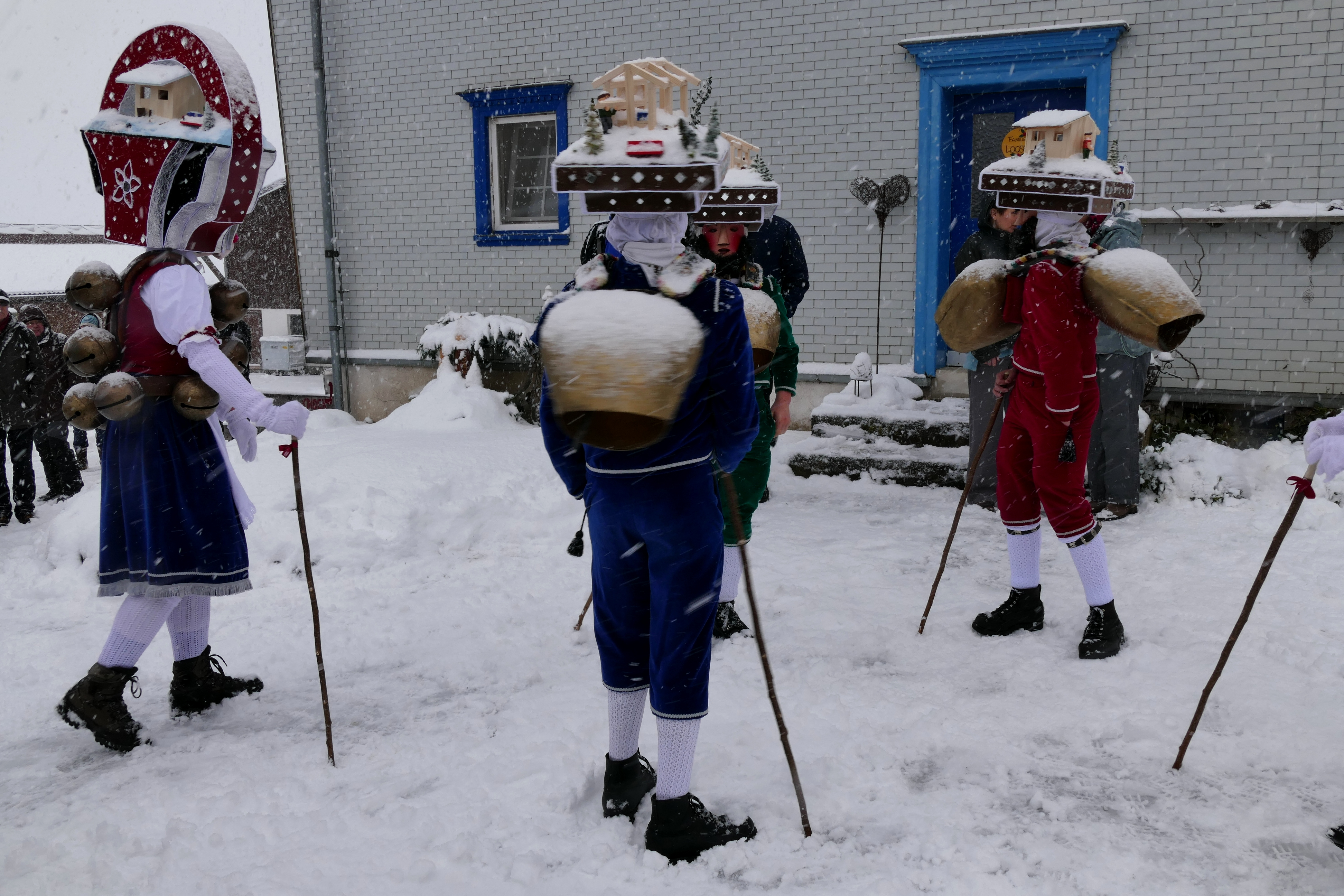
Mit mehrstimmigem Jodeln und Glockenschlagen begrüssen die Chläuse das neue Jahr

## Bilder

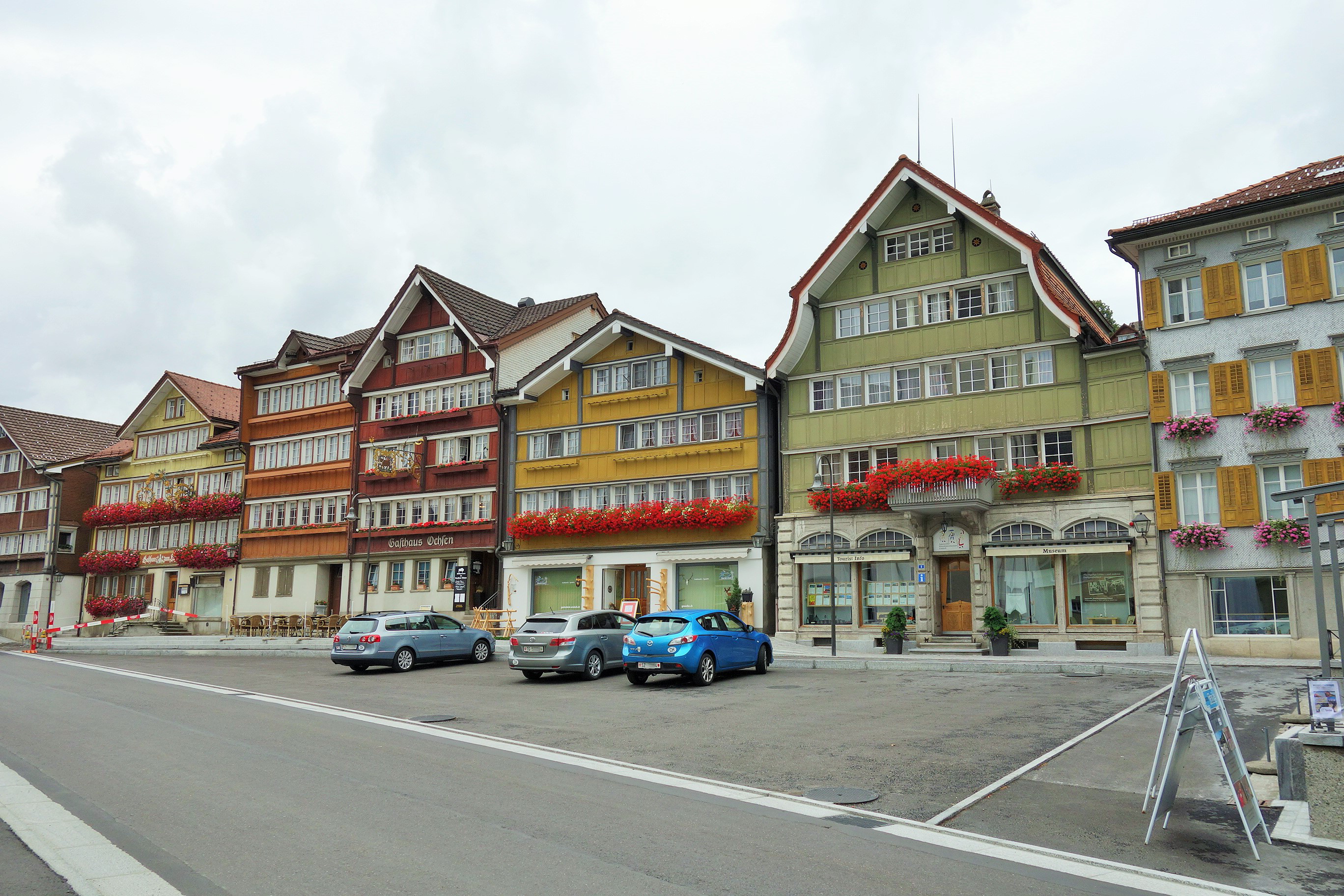
Häuserzeile am Dorfplatz
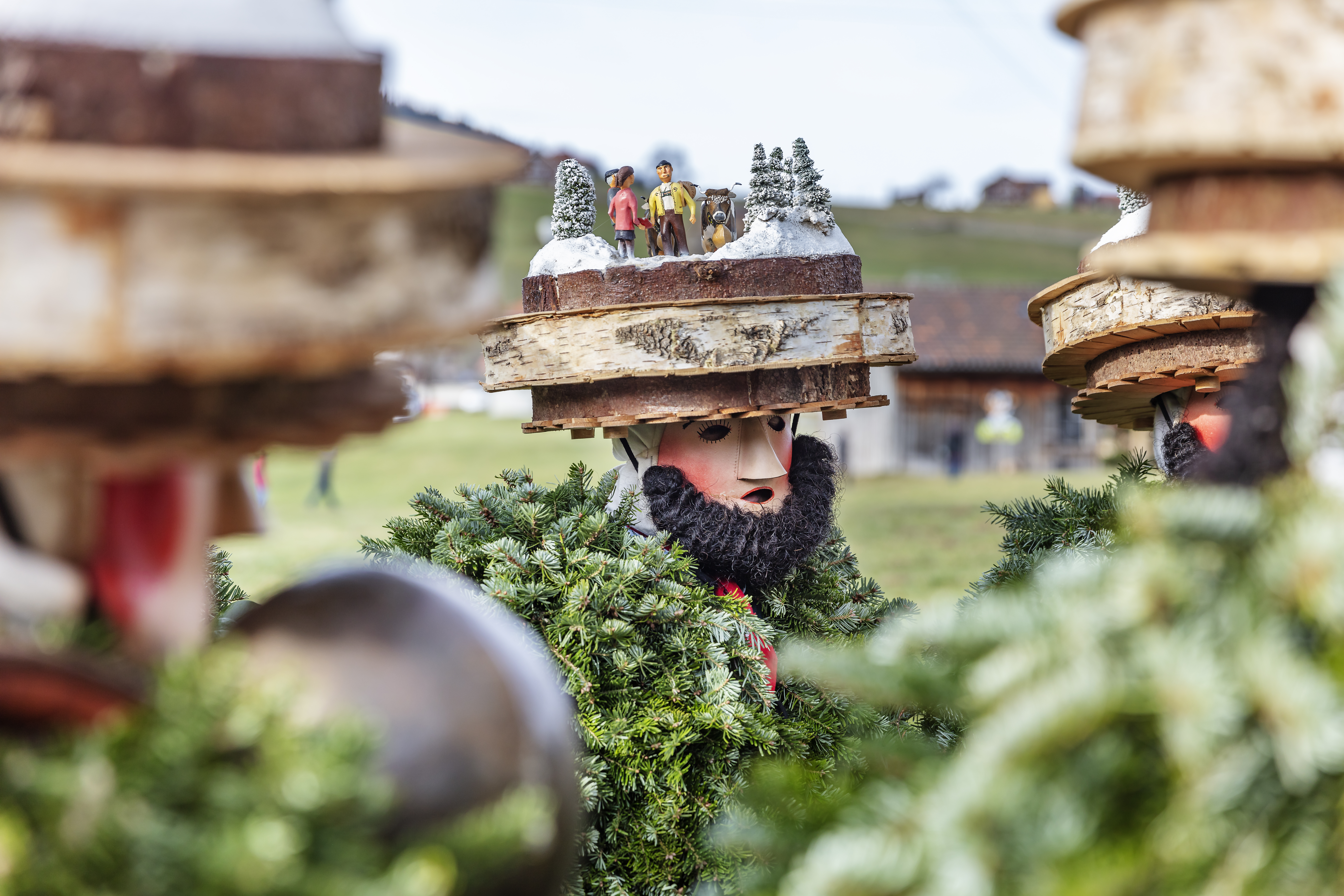
Silvesterchläuse
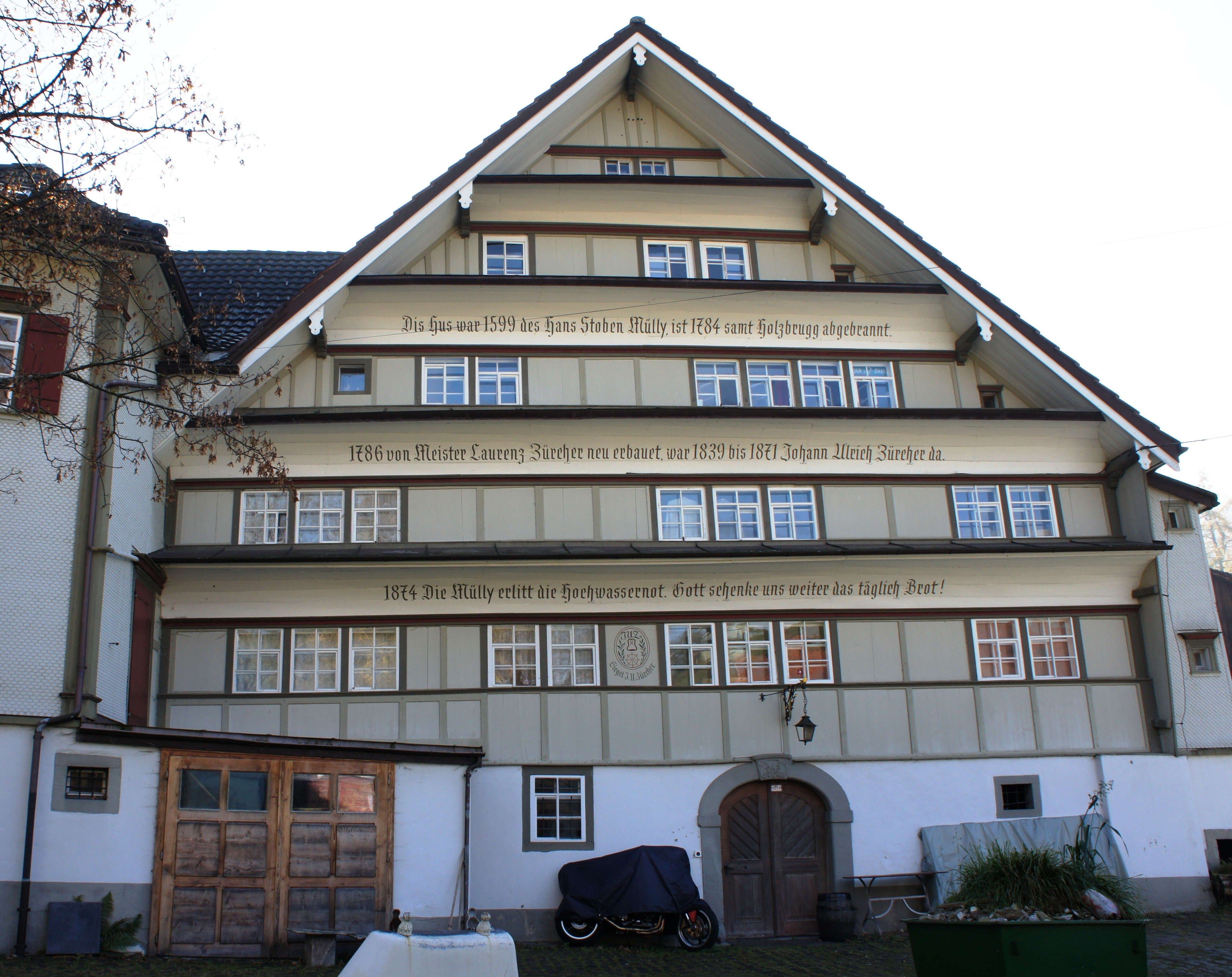
Zürchersmühle
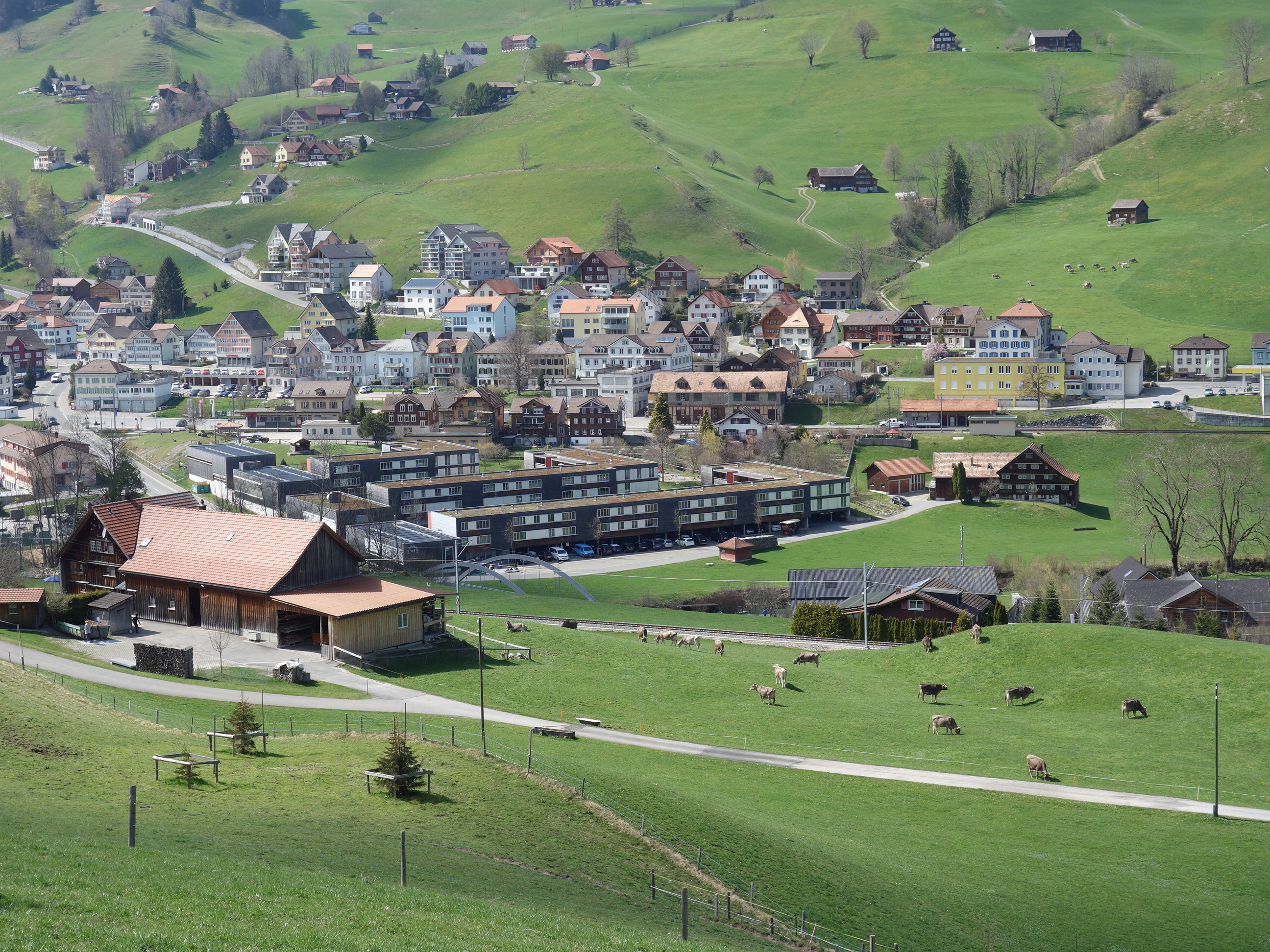
Reka-Feriendorf
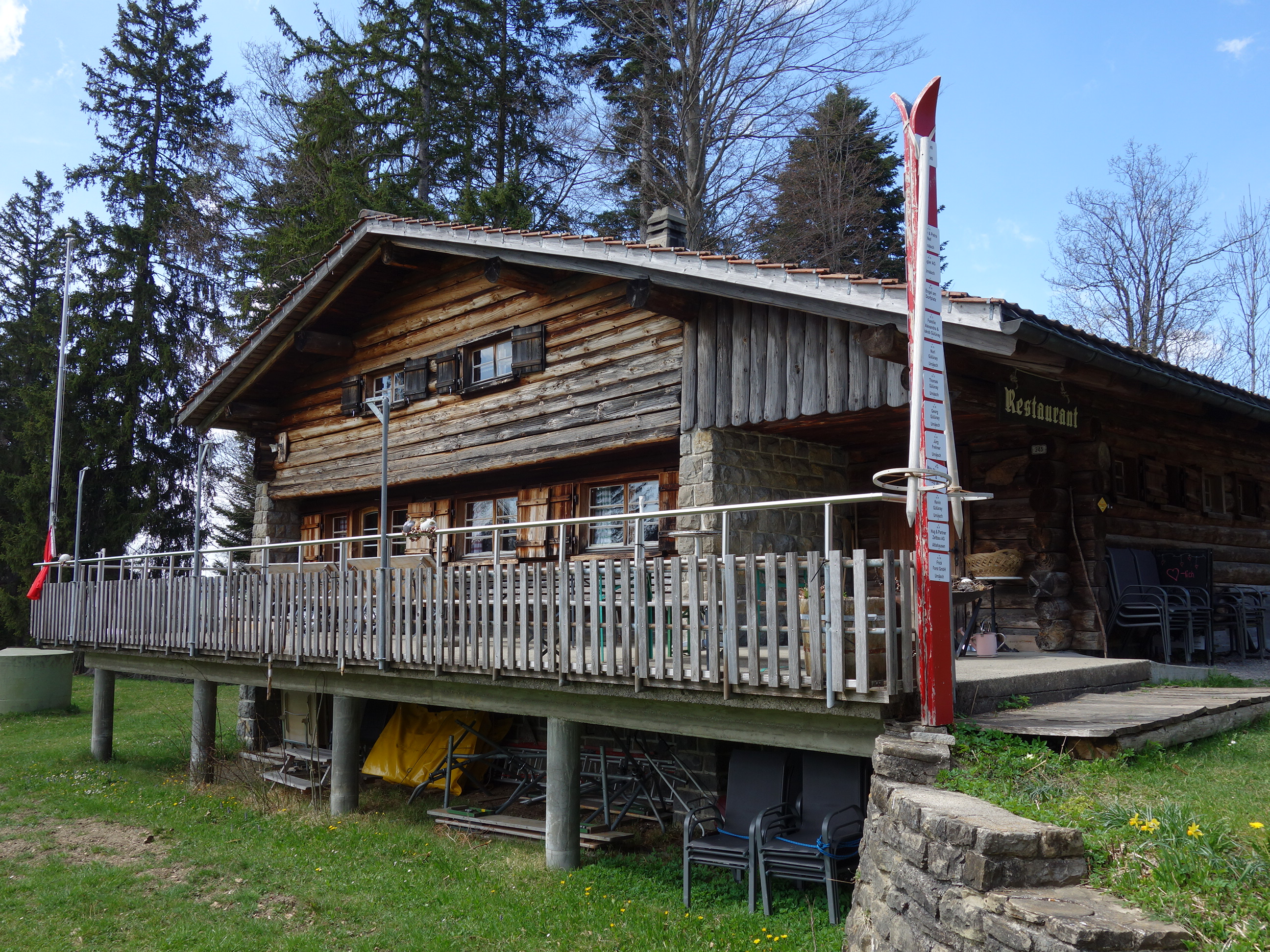
Bergrestaurant Osteregg